# Zhengzhou
|  | No s'ha de confondre amb Zhangzhou. |

Zhengzhou (xinès tradicional: 郑州, xinès simplificat: 郑州, pinyin: Zhèngzhōu, Wade-Giles: Chengchow) és la ciutat més gran i la capital de la província de Henan, a la República Popular de la Xina. Localitzada a prop del riu Groc, la ciutat ocupa una àrea de 1.062 km² i té una població de 3.220.000 habitants. És capçalera del municipi nivell prefectura de Zhengzhou el qual té una població de 6.977.000 habitants en una superfície de 7446,2 km².

## Història
La ciutat va ser la capital de la dinastia Shang que va regnar a la zona fa uns 3.500 anys. Aquesta dinastia és considerada una de les cultures més antigues del món juntament amb l'egípcia, l'índia i la babilònica.
El nom de Zhengzhou ve del període de la dinastia Sui, encara que per aquells temps el nom corresponia a l'actual ciutat de Chenggao. El govern, i la denominació de la ciutat, es van traslladar a l'actual Zhengzhou durant la dinastia Tang.

## Geografia
La ciutat prefectura de Zhengzhou (郑州 市, Zhengzhou Shì) té una superfície de 7446,2 km², té una població de 8.626.505 (2010) habitants i es troba just al nord del centre de la província de Henan, al sud del riu Groc. El municipi limita amb els municipis de Luoyang a l'oest, Jiaozou al nord-oest, Xinxiang al nord-est, Kaifeng a l'est, Xuchang al sud-est, i Pingdingshan al sud-oest.

## Clima
El clima presenta les quatre estacions ben diferenciades, amb una temperatura mitjana de 14,3 °C i unes precipitacions de 640 mm. El mes més plujós és el de juliol, mes en què es produeix la majoria de les precipitacions.

## Economia
Gairebé quatre milions dels habitants de Zhengzhou es dediquen a l'agricultura. Els principals productes agrícoles de la zona són la poma, el tabac, el cotó i el blat. La ciutat disposa també de nombroses indústries entre les quals destaquen les tèxtils i les de productes manufacturats.

## Llocs d'interès
- Restes arqueològiques de l'antiga ciutat Shan: ocupen una àrea de 25 km² al centre de la ciutat. Inclouen nombroses restes d'aquesta antiga ciutat com fonts, atuells o pous.
- Temple de Shaolin (少林寺 / Shàolínsì, "temple del bosc jove"): localitzat en una zona muntanyosa al nord-oest de la ciutat. El temple té una antiguitat de més de 1.500 anys i està destinat a l'estudi del budisme chan. Ocupa una àrea de 30.000 m² i durant la dinastia Tang va arribar a tenir més de 2.500 monjos.

## Fills il·lustres
- We Wei (escriptor) (1920 - 2008) Escriptor. Premi Mao Dun de Literatura de l'any 1982.

## Ciutats germanes
- Richmond, Estats Units
- Samara, Rússia
- Irbid, Jordània
- Jinju, Corea del Sud
- Cluj-Napoca, Romania
- Saitama, Japó